# Lilium kelloggii

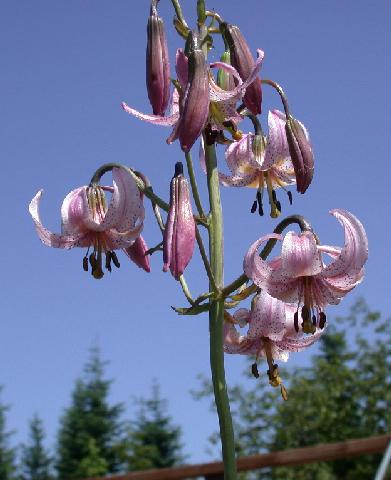
Lilium kelloggii

Lilium kelloggii ist eine Art aus der Gattung der Lilien (Lilium) in der Amerikanischen Sektion. Lilium kelloggii ist selten in Kultur.

## Beschreibung
Lilium kelloggii erreicht eine Wuchshöhe zwischen 50 cm und 120 cm. Die Zwiebeln sind rundlich und bis zu 7,5 cm groß. Sie sind unsegmentiert und bilden Stolonen aus.
Der Stängel ist glatt und gerade. Die Laubblätter sind lanzettförmig, etwa 0,9 bis 4,4 cm breit und sechs bis sechzehn cm lang und zu zwei bis sieben Wirteln aus drei bis 22 Blättern angeordnet. Die Blätter werden zur Spitze hin schlaff und sind dadurch nach unten gebogen.
Die Pflanze blüht von Juni bis Juli mit fünf bis zu 30 in einer großen Rispe, oft schräg stehend mit abwärts gebogener Spitze, türkenbundförmigen Blüten. Die zwittrigen Blüten sind dreizählig. Die sechs Blütenblätter sind gleichgestaltet (Tepalen). Die Farbe der Blüten ist beim Aufblühen elfenbeinweiß bis rosa, dunkelt aber dann nach malvenfarben oder pink nach. Sie sind in der Mitte dicht purpurn gesprenkelt. Jede Blüte enthält drei Fruchtblätter und sechst Staubblätter. Die Antheren sind braun, die Filamente grün, und die Pollen orange. Die Samen reifen in ovalen 2,9 cm bis 5,7 cm großen Samenkapseln aus.
Die Art wird vor allem von Schmetterlingen aus der Familie der Ritterfalter bestäubt. Hauptsächlich tun dies Papilio rutulus und Papilio eurymedon.

## Verbreitung
Lilium kelloggii ist in den Klamath Mountains, im Humboldt County und im südlichen Oregon heimisch. Sie findet sich oft an Straßenrändern und in Redwood-Wäldern in Höhenlagen von 200 m bis zu 1300 m NN.

## Taxonomie
Lilium kelloggii wurde 1901 von Carlton Elmer Purdy in Garden, an Illustrated Weekly Journal of Gardening in all its Branches Band 59, Seite 331 erstbeschrieben. Sie ist nach dem US-amerikanischen Botaniker Albert Kellogg (1813–1887) benannt.